# Wally Cox
Wallace Maynard "Wally" Cox, född 6 december 1924 i Detroit, Michigan, död 15 februari 1973 i Hollywood, Los Angeles, Kalifornien, var en amerikansk skådespelare och komiker. Cox är särskilt associerad med televisionens första år i USA. Han medverkade i den amerikanska TV-serien Mister Peepers från 1952 till 1955, samt i ett antal andra populära program och i över 20 filmer. Cox gjorde också rösten till den animerade hundsuperhjälten Underdog i TV-serien med samma namn. Wally Cox var gift tre gånger och fick två barn. Han var sedan barndomen nära vän med Marlon Brando, som uppmuntrade Cox att studera för Stella Adler. Cox skrev även böcker.

## Filmografi i urval
- 1952–1955 – Mister Peepers (TV-serie)
- 1953–1955 – What's My Line? (TV-serie)
- 1956–1957 – The Steve Allen Show (TV-serie)
- 1962 – Vår i kroppen
- 1962 – Something's Got to Give
- 1963 – 77 Sunset Strip (TV-serie)
- 1963 – The Lucy Show (TV-serie)
- 1964 – Twilight Zone (TV-serie)
- 1964 – Kraschlandning
- 1964 – Den gula Rolls-Roycen
- 1963–1965 – Burke's Law (TV-serie)
- 1965 – Sabotören
- 1965 – Jakt på främmande ubåt
- 1966 – The Dick Van Dyke Show (TV-serie)
- 1966 – The Beverly Hillbillies (TV-serie)
- 1966 – På farligt uppdrag (TV-serie)
- 1964–1967 – Underdog (TV-serie) (röst)
- 1965–1973 – The Hollywood Squares (TV-serie)
- 1967 – Guide för gifta män
- 1967 – Smart (TV-serie)
- 1968 – Den fantastiska familjen Bower
- 1967–1968 – Bröderna Cartwright (TV-serie)
- 1967–1971 – The Red Skelton Show (TV-serie)
- 1969–1972 – Here's Lucy (TV-serie)
- 1970 – Love, American Style (TV-serie)
- 1970 – The Bill Cosby Show (TV-serie)
- 1970 – Laugh-In (TV-serie)
- 1970 – Boatniks - Snedseglarna
- 1971 – Tappa inte sugen fast du är luden
- 1971 – This Is Your Life (TV-serie)